# Skikda
Skikda (em árabe: سكيكدة) é uma comuna da Argélia. É capital da província homônima. De acordo com o censo de 2008, a população total da cidade era de 182 903 habitantes.

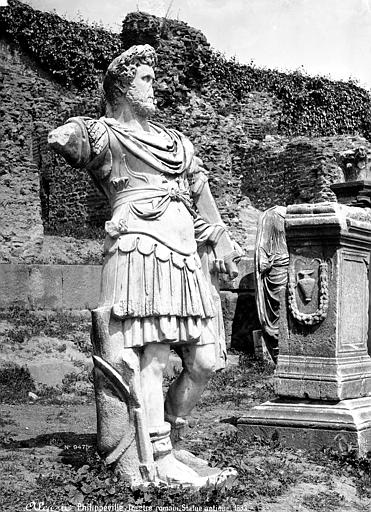
Estátua do museu de Skikda